# Oxydia obfuscata
Oxydia obfuscata là một loài bướm đêm trong họ Geometridae.